# إدوارد ر. دودلي
إدوارد ر. دودلي (بالإنجليزية: Edward R. Dudley)‏ هو دبلوماسي ومحامي أمريكي، ولد في 11 مارس 1911 في ساوث بوسطن في الولايات المتحدة، وتوفي في 10 فبراير 2005 في مانهاتن في الولايات المتحدة.

## وصلات خارجية
- إدوارد ر. دودلي على موقع إن إن دي بي (الإنجليزية)